# Вирален феномен
Вирален феномен, още вирален ефект, са обекти или модели, които могат да се репликират или да преобразуват други обекти в свои копия, когато тези обекти са изложени на тях. Аналогично на начина, по който се разпространяват вирусите, терминът „вирален“ (viral – „вирусен“) се отнася до видео, изображение или писмено съдържание, разпространяващо се до множество онлайн потребители за кратък период от време. Заразителния ефект в преносен смисъл, се среща в изрази като „заразителен смях“ и „заразителен пример“. Тази концепция се превърна в обичаен начин да се опише как мислите, информацията и тенденциите се движат в и през човешката популация.
Популярността на виралните медии се подхранва от бързото нарастване на сайтовете за социални мрежи: 17, където аудиториите, които са метафорично описани като преживяващи „инфекция“ и „заразяване“, играят по-скоро функцията на пасивни носители, отколкото имат активна роля за „ разпространение на съдържание, което прави такова съдържание „вирусно“.: 21  Терминът „вирална медия“ се различава от „разпространяваща медия“, тъй като последната се отнася до потенциала на съдържанието да стане вирално.
Мемовете са един известен пример за информационни вирални модели.

## История
Преди навлизане на писмеността и във времената, в които повечето хора са били неграмотни, доминиращата среда за разпространение на мем е била устната култура, като народни приказки, народни песни и устна поезия, които са мутирали с времето, тъй като всеки разказвач е предоставял възможност за промяна. Печатната преса предостави лесен начин за копиране на писмени текстове вместо изписвани на ръка ръкописи. По-конкретно, брошурите могат да бъдат публикувани само за един или два дни, за разлика от книгите, които отнемат повече време. Например, на Деветдесет и петте тезиса на Мартин Лутер са необходими само два месеца, за да се разпространят в Европа.